# Vzokan domácí
Vzokan domácí (Tapinesthis inermis) je velmi malý pavouk z čeledi vzokanovití (Oonopidae). Jedná se o jihoevropský druh žijící přirozeně v různých stepních a lesních biotopech; v České republice se vyskytuje vzácně a byl objeven pouze v budovách.

## Systematika a Popis
Druh byl poprvé popsán Eugènem Simonem v roce 1882 pod názvem Oonops inermis a byly známy pouze samice. V roce 1914 pak Simon vytvořil pro tento druh samostatný rod Tapinesthis a popsal obě pohlaví.
Jedná se o drobného a nenápadného pavouka. Délka těla samce činí průměrně 1,8 mm a samice 2,4–2,5 mm. Hlavohruď je zbarvena světle žlutooranžově až narůžověle, chelicery jsou žlutavě bílé a bez zubů. Pavouk má šest očí, které jsou tmavě lemovány. Fovea (podélná rýha) chybí, boční okraj je hladký a zvlněný. Sternum je žlutavě bílé, delší než široké. Zadeček je oválný, okrový až světle oranžový. Nohy jsou světlé, bez trnů.
Raymond de Dalmas v roce 1916 na základě svých pozorování vyslovil hypotézu, že se v přírodě vyskytují dvě sezónní formy, jedna žijící brzy na jaře a druhá koncem léta: jarní forma má být výrazněji zbarvená a téměř bez ochlupení, letní forma je světlejší, s chlupatými končetinami a ophistosomou. Práce Arnauda Henrarda, Rudy Jocquéa a Barbary C. Baehrové z roku 2014 však tuto domněnku nepotvrdila, naopak pokládá rozdílný vzhled u těchto pavouků za důsledek odlišné stravy a věkového rozdílu.

## Rozšíření a stanoviště
Vzokan domácí je jediným známým druhem rodu Tapinesthis a vyskytuje se na severní polokouli. Je to původní jihoevropský druh a byl nalezen ve Španělsku, Nizozemsku, Belgii, Švýcarsku, Německu, Rakousku, Bulharsku, Itálii a České republice. Dle starší literatury byl pavouk zavlečen do USA, jediný známý exemplář byl ale nalezen na začátku 20. století ve sklepě budovy Bostonské přírodovědecké společnosti.
Ve střední Evropě se vyskytuje jen v budovách a jejich okolí. Můžeme ho najít ve sklenících a vytápěných stavbách, v kůlnách nebo ve sklepních místnostech, a také ve zdích, které mu svou strukturou připomínají skalnatá a kamenitá stanoviště. V České republice je tento nepůvodní druh známý jen z náhodných nálezů v interiérech v Praze, Mladé Boleslavi, Táboře, Drahotuších a na Valašsku.
Ve svém původním biotopu žije ve stepích a lesích v detritu a pod kameny. V belgických Antverpách byl objeven v parku a zahradách, a to mnohdy na břečťanu a jeho blízkém okolí. Pavouk se často vyskytuje na stejných lokalitách jako vzokan obecný a vzokan cihlový.

## Způsob života
Vzokan domácí nestaví lapací sítě a místo toho svou kořist aktivně loví. Samice buduje několik drobných čočkovitých kokonů s víčkem, které upevňuje k různým předmětům. V kokonu bývají zpravidla pouze dvě vajíčka. S dospělci se v budovách lze setkat po celý rok, díky své velikosti a skrytému způsobu života je však pavouk lehce přehlédnutelný; aktivní je především v noci.

## Možnost záměny
- vzokan skleníkový (Triaeris stenaspis)
- vzokan Thalerův (Cortestina thaleri)